# The Stolen Keyhole
The Stolen Keyhole è un cortometraggio muto del 1918 diretto da Al Santell (Alfred Santell).

## Produzione
Il film fu prodotto dalla Nestor Film Company.

## Distribuzione
Distribuito dall'Universal Film Manufacturing Company, il film - un cortometraggio di una bobina - uscì nelle sale cinematografiche statunitensi il 22 aprile 1918.